# Alexandersteatern
Alexandersteatern (finska: Aleksanterin teatteri) är en teaterbyggnad på Bulevarden i Helsingfors centrum. 
Alexandersteatern tillkom på initiativ av generalguvernören  Nikolaj Adlerberg och namngavs efter tsaren Alexander II. Den kallades ursprungligen "Русский казенный театр Гельсингфорса, Александровский театр" ("Ryska officiella teatern i Helsingfors, Alexanderteatern").
Byggnaden ritades av Pjotr Benard och dess inredning av Jeronim Osuhovskij och Johan Jacob Ahrenberg. Den blev färdig 1879. 
Alexandersteatern fungerade till en början som rysk garnisonsteater för ryska tjänstemän och soldater i Finland. År 1918 blev teatern en del av Finska operan. Operan lämnade Alexandersteatern 1993, när ett nytt operahus vid Mannerheimvägen i Tölö blev färdigt. Byggnaden användes av Helsingfors stads kulturcentral fram till 2005, varefter Alexandersteatern har stått under Bulevardens teaterförenings kontroll. 